# Uuno Laakso
Uuno Laakso (1 de octubre de 1896 – 6 de diciembre de 1956) fue un actor teatral y cinematográfico finlandés. Actuó en el Teatro nacional de Finlandia entre 1930 y 1956, y fue uno de los intérpretes de mayor fama de su tiempo. En sus películas generalmente encarnaba a personajes cómicos, destacando entre sus filmes Tulitikkuja lainaamassa (1938) y Särkelä itte (1947). Laakso recibió la Medalla Pro Finlandia en el año 1951.

## Biografía
Su nombre completo era Uuno Alarik Laakso, y nació en Hollola, Finlandia, siendo su padre Kustaa Aaretti Adamsson y su hermano Artturi Laakso, también actor. A los 11 años de edad fue a trabajar a un aserradero en Lahti, siendo después aprendiz de panadero en Helsinki. Inició su afición por el teatro en una formación juvenil socialdemócrata del barrio Sörnäinen, en Helsinki, y estudió interpretación bajo la dirección de Kaarola Avellan y Ilmari Räsänen. 
Durante la guerra civil finlandesa, Laakso formó parte de la Guardia Roja, aunque no entró en combate. Al mismo tiempo era actor en gira con la compañía Suomalainen Operetti. En 1919 ingresó en el Teatro de Turku, permaneciendo en el mismo hasta 1925, cuando pasó al Teatro Viipurin Näyttämö, en Víborg, donde actuó hasta 1927. Después se mudó a Helsinki, trabajando tres años en el Helsingin Kansanteatteri.
En 1930 Laakso inició una trayectoria de 26 años de duración en el Teatro nacional de Finlandia. Conquistó al público con papeles en obras como las de Shakespeare El sueño de una noche de verano y  Enrique IV, parte 1, o las de Molière Tartufo y El avaro. A pesar de su buen registro cómico, Laakso también hizo papeles serios como el de la obra de Kaj Munk Sana o la de Henrik Ibsen El pato silvestre. Tuvo también mucha fama su papel de Topias en la pieza Nummisuutarit, y el de Jussilainen en Kuopion takana.
Laakso fue también uno de los actores cinematográficos más populares de Finlandia. Destacó por sus papeles cómicos, como ocurrió en las cintas Siltalan pehtoori, Tulitikkuja lainaamassa, Poikani pääkonsuli y Särkelä itte. Laakso obtuvo en dos ocasiones el Premio Jussi al mejor actor, el primero en 1947 por la película Kirkastuva sävel, y el segundo en 1950 por Katupeilin takana. Su última película fue Tyttö tuli taloon (1956).
Uuno Laakso falleció en Helsinki en 1956 a causa de una sobredosis de somníferos. Estuvo casado con la actriz Rakel Laakso desde 1927 a 1953.

## Filmografía
- 1924 : Kihlauskylpylä
- 1927 : Runoilija muuttaa
- 1929 : Meidän poikamme
- 1933 : Voi meitä! Anoppi tulee
- 1933 : Sininen varjo
- 1933 : Herrat täysihoidossa
- 1934 : Siltalan pehtoori
- 1934 : Minä ja ministeri
- 1935 : Kaikki rakastavat
- 1936 : Vaimoke
- 1936 : VMV 6
- 1936 : Mieheke
- 1937 : Ja alla oli tulinen järvi
- 1937 : Kuin uni ja varjo
- 1937 : Kuriton sukupolvi
- 1938 : Sysmäläinen
- 1938 : Tulitikkuja lainaamassa
- 1938 : Markan tähden
- 1938 : Olenko minä tullut haaremiin
- 1939 : Aktivistit
- 1939 : Rakuuna Kalle Kollola
- 1940 : Anu ja Mikko
- 1940 : Kersantilleko Emma nauroi?
- 1940 : Kyökin puolella
- 1940 : Poikani pääkonsuli
- 1941 : Poretta eli Keisarin uudet pisteet
- 1942 : Synnin puumerkki
- 1942 : Avioliittoyhtiö
- 1943 : Tuomari Martta
- 1943 : Hevoshuijari
- 1944 : Vaivaisukon morsian
- 1944 : Nainen on valttia
- 1945 : Nokea ja kultaa
- 1945 : Kohtalo johtaa meitä
- 1945 : Tähtireportterit tulevat
- 1946 : Nuoruus sumussa
- 1946 : Viikon tyttö
- 1946 : Kirkastuva sävel
- 1947 : Särkelä itte
- 1948 : Sankari kuin sankari
- 1949 : Katupeilin takana
- 1950 : Kaunis Veera eli Ballaadi Saimaalta
- 1951 : Kesäillan valssi
- 1952 : Omena putoaa...
- 1952 : Yhden yön hinta
- 1952 : Silmät hämärässä
- 1952 : Mitäs me taiteilijat
- 1954 : Herrojen Eeva
- 1954 : Kunnioittaen
- 1954 : Morsiusseppele
- 1954 : Onnelliset
- 1956 : Tyttö tuli taloon